# Hôpital régional de la Vallée d'Aoste
L'hôpital régional de la Vallée d'Aoste « Umberto Parini » est situé à Aoste.

## Description
L'hôpital a été construit en 1942 à l'endroit où se trouvait l'ancien hôpital mauricien. Il a été géré par l'Ordre des Saints-Maurice-et-Lazare jusqu'aux années 1970.
À la suite de la cession à l'administration municipale d'Aoste, trois nouveaux bâtiments, notamment pour la chirurgie, un nouveau pavillon pour le service immuno-transfusionnel et le nouveau service des urgences, sont réalisés.